# Areosa Pena
Areosa Pena, mit vollem Namen José Carlos Areosa Pena (geboren am 8. November 1937 in Porto, gestorben am 29. März 1981 in Maputo, Mosambik), war ein portugiesisch-mosambikanischer Journalist und Mitbegründer des ersten mosambikanischen Nachrichtenmagazins Tempo. Von 1974 bis 1977 war Areosa Pena Chefredakteur der Notícias, einer der wichtigsten mosambikanischen Tageszeitungen.

## Leben

### Jugend und Ausbildung
José Carlos Areosa Pena wurde als 1937 als einziger Sohn einer Grundschullehrerin und eines Handelsvertreters in Porto geboren. Seine Grundschulbildung erhielt er durch Heimunterricht. Anschließend absolvierte er die ersten zwei Jahre an einer Klosterschule, von der er aufgrund schlechten Verhaltens verwiesen wurde.
1945 zog die Familie nach Lourenço Marques (heute Maputo), Hauptstadt der portugiesischen Kolonie Mosambik, wo er seine Ausbildung an der Sekundarschule abschloss. Zur gleichen Zeit, im Alter von 16 Jahren, begann Areosa Pena erste journalistische Beiträge zu schreiben, die er in der antikolonialen Zeitschrift O Brado Africano veröffentlichte. Als Aushilfe arbeitete er zunächst in einem Fotogeschäft und anschließend beim städtischen Gericht.

### Erste journalistische Tätigkeit
1958 heiratete Areosa Pena, aus der Ehe gingen zwei Kinder hervor. Eingezogen zum Wehrdienst, wurde er zunächst nach Aldeira de Barragem (heute Chokwe) versetzt, anschließend nach Caniçado (heute Guija). Dort begann er als Korrespondent für die Tageszeitung Notícias zu arbeiten. 1967 ließ sich Areosa Pena scheiden. Nach seiner Versetzung nach Inhambane widmete sich Areosa Pena stärker der journalistischen Arbeit. Er veröffentlichte Chroniken in der „Moçambique do Norte ao Sul“ und schrieb Beiträge für die Zeitungen A Tribuna und A Voz de Moçambique.
1968 heiratete Areosa Pena ein zweites Mal und wurde Vater einer Tochter. Zur gleichen Zeit nahm Areosa Pena ein Angebot an als festangestellter Redakteur für die Notícias zu arbeiten und zog daher wieder nach Lourenço Marques. Seine politische Haltung konnte er allerdings bei Zeitung nicht zum Ausdruck bringen, die eine koloniale, regimetreue Ausrichtung hatte und zudem, wie die gesamte Presse, staatlicher Zensur unterlag.

### Gründung derTempo
Die Lockerung staatlicher Zensurregeln im Rahmen der Liberalisierungspolitik des 1968 an die Macht gekommenen portugiesischen Diktators Marcelo senkten unter anderem auch die Hürden für die Gründung neuer Zeitung. Mit seinen Kollegen Ricardo Rangel, José Mota Lopes, Rui Cartaxana und Ribeiro Pacheco verließ Areosa Pena die Notícias, um gemeinsam eine neue Zeitschrift Tempo zu gründen. Die erste Ausgabe der Tempo erschien am 20. September 1970. Areosa Pena übernahm die Rolle des stellvertretender Leiters der Redaktion. Er schrieb zahlreiche Reportagen und Filmkritiken für die Zeitschrift, zudem betreute er eine Rubrik namens „Contramarca“.
Die fünf Gründungsmitglieder verband vor allem ihre linke, antikoloniale, politische Haltung, die sie aufgrund der staatlichen Zensur allerdings nur sehr begrenzt in der Tempo deutlich machen konnten. Die konträre, regimetreue politische Haltung der Mitgesellschafter der Zeitschrift führte zudem zu Machtkämpfen und Konflikten um die redaktionelle Unabhängigkeit und Ausrichtung der Tempo. Nachdem der Konflikt 1973 eskalierte, entschied sich Areosa Pena die Redaktion zu verlassen.
Er begann als Angestellter des öffentlichen Dienstes bei den städtischen Wasser- und Stromwerken (Serviços Municipalizados de Água e Electricidade) zu arbeiten. Trotzdem war er weiterhin journalistisch tätig: Als Korrespondent berichtete er für die portugiesischen Wochenzeitung Expresso. Zudem schrieb unter den Pseudonymen Joel Assan und Paulo Chaúque für die Lissabonner Tageszeitung A Capital.

### Chefredakteur der Notícias
Nach dem Sturz des portugiesischen Militärregimes im Zuge der Nelkenrevolution im April 1974 kehrte Areosa Pena zurück zur Notícias. Als Chefredakteur leitete Areosa Pena die von Zensur befreite Zeitung durch die politisch turbulenten Phase Mosambiks vor und nach der Unabhängigkeit. Unter seiner Leitung wurde die Redaktion der Notícias nach 1975 zu einem wichtigen Ausbildungsort zahlreicher mosambikanische Journalisten. Im Gegensatz zur großen Mehrheit der portugiesischen Bevölkerung der Kolonie entschied sich Areosa Pena auch nach der Unabhängigkeit und der Machtübernahme der FRELIMO in Mosambik zu bleiben.
1977 verließ Areosa Pena die Redaktion der Notícias aufgrund politischer Versetzungen. Die Verstaatlichung aller Kinos ermöglichte es ihm sich seiner Leidenschaft für Filme zu widmen, in dem er die Leitung der staatlichen Kinos übernahm. Unter dem Pseudonym Miguel Montanha veröffentlichte er jedoch weiterhin zahlreiche Filmkritiken.

### Letzte Lebensjahre
1980 war Areosa Pena Teil einer Gruppe, die beauftragt von Staatspräsident Samora Machel, die verkündete „Politik- und Organisationsoffensive“ der FRELIMO journalistisch begleitete und unter dem Pseudonym „Hamade Chamisse“ Artikel veröffentlichte. 
Trotz seines sich zunehmend verschlechternden Gesundheitszustands nahm er im gleichen Jahr die Einladung an, wieder für die Tempo zu schreiben. Dort veröffentlichte er mehreren Reportagen und betreute die Rubrik „Marco 80“.
Schwer erkrankt wurde Areosa Pena zur Notfallbehandlung in die DDR ausgeflogen. Erst starb am 29. März 1981 in Maputo.

## Würdigung
In Gedenken und Würdigung der journalistische Arbeit Areosa Penas vergibt die Gewerkschaft mosambikanischer Journalisten (SNJ, bis 1996 Organisation mosambikanischer Journalisten) den Areosa-Pena-Preis für Journalismus (Prémio Anual de Jornalismo Areosa Pena) an herausragende mosambikanische Chronisten ausgezeichnet.
1989 erhielt Mia Couto die Auszeichnung für seine Chroniksammlung Cronicando.